# Quebrada El Ávila
 Quebrada El Ávila (llamada también Quebrada Chapellín por ser aledaña al sector homónimo) es un pequeño curso de agua de la ciudad de Caracas que fluye en sentido norte-sur, nace al oeste de El Papelón y recibe las aguas de la quebrada el Cuño a nivel de la urbanización El Ávila por el este proveniente de una altura de 2159 m s. n. m. confluye a las aguas de la Quebrada Chacaíto por los lados de Sans-Soucí, esta última finalmente desembocando en el margen norte del río Guaire cerca de la entrada a la avenida principal de la urbanización Las Mercedes antes del Puente La Trinidad.